# دعوى كيدية
الدعوى الكيدية مرافعة قضائية لا تستند على حقيقة، يقصد بها إيذاء المدعى عليه ماديا أو نفسيا؛ لإلحاق الضرر به، وتنتشر لسهولة تقديمها دون اشتراطات أو ضمانات، ويشترط في اعتبار الدعوى كيدية ثبوت نية الضررعلى المدعى عليه.

## تعريف
الدعوى الكيدية في القانون هي الدعوى التي لا يهدف صاحبها من ورائها لمصلحة مشروعة، وإنما يريد بها الإضرار بالخصم؛ لأخذ ماله بغير حق، أو لإلحاق الأذى به، أو إزعاجه.

## أسبابها
تعود أسباب كثرة الدعاوى الكيدية لضعف الالتزام الديني، وسهولة تقديم الدعوى ضد الغير؛ لانعدام معايير نظامية محددة في اشتراط تقديم الدعوى، وعدم جدوى بعض العقوبات في ردع المدعين كيديا. تنتشر الدعاوى الكيدية بسبب غياب نظام لتعويض المدعى عليه مباشرة، فيحتاج إلى إقامة دعوى مستقلة للتعويض عن الأضرار التي لحقته من الدعوى الكيدية، ويُحتمل أن يتغاضى لما في رفع الدعوى من مشقة.

## شروطها
يجب أن تتوفر في «الدعوى الكيدية» عناصر إلحاق الضرر بالمدعى عليه، كانتقاص شخصه أو حقه، أو ابتزازه ماليا، أو إلحاق الأذى والضرر بسمعته.

## آثارها
تلحق المتهمين في الدعاوى الكيدية أضرار مختلفة منها خسائر مادية بسبب تعيينهم محامين للدفاع عنهم، ومنها آثار تتعلق بتشويه السمعة، ونشر الانطباعات السيئة، وتضييع أوقاتهم في المحاكم للنظر والفصل في القضايا التي تم اتهامهم بها.

## ضمانات وتعويضات
يدعوا محامون لإقرار نظام يسهم في التخفيف من الدعاوى الكيدية، بتفعيل نُظٌم خاصة بها، ووضع ضمانات مالية في شروط تقديم الدعوى، للتقليل من تدفق هذا النوع من الدعاوى على المحاكم.